# Appleton (Minnesota)
Appleton è un comune (city) degli Stati Uniti d'America della contea di Swift nello Stato del Minnesota. La popolazione era di 1,412 persone al censimento del 2010.

## Geografia fisica
Secondo lo United States Census Bureau, ha un'area totale di 2,04 miglia quadrate (5,28 km²).

## Storia
Appleton fu progettata nel 1872, e deve il nome alla città di Appleton nel Wisconsin. Un ufficio postale era in funzione ad Appleton dal 1873. Appleton fu incorporata nel 1881.

## Società

### Evoluzione demografica
Secondo il censimento del 2010, c'erano 1,412 persone.

### Etnie e minoranze straniere
Secondo il censimento del 2010, la composizione etnica della città era formata dal 92,8% di bianchi, l'1,3% di afroamericani, l'1,1% di nativi americani, lo 0,5% di asiatici, lo 0,1% di oceanici, il 2,3% di altre razze, e l'1,8% di due o più etnie. Ispanici o latinos di qualunque razza erano il 4,2% della popolazione.